# Gensac-la-Pallue
Gensac-la-Pallue è un comune francese di 1 601 abitanti situato nel dipartimento della Charente, nella regione della Nuova Aquitania.

## Società

### Evoluzione demografica
Abitanti censiti

## Amministrazione

### Gemellaggi
- Calangianus, dal 1992[2]
- Abbadia Lariana